# Заббар
Заббар (мальт. Ħaż-Żabbar) — город на Мальте. Заббар — пятое по количеству населения город Мальты (15404 человек на март 2014 года). Сначала поселение было частью города Зейтун. В 1797 году 71-й Великий магистр Мальтийского ордена Фердинанд фон Гомпеш дал поселению статус города и назвал в свою честь — Città Hompesch.

## История

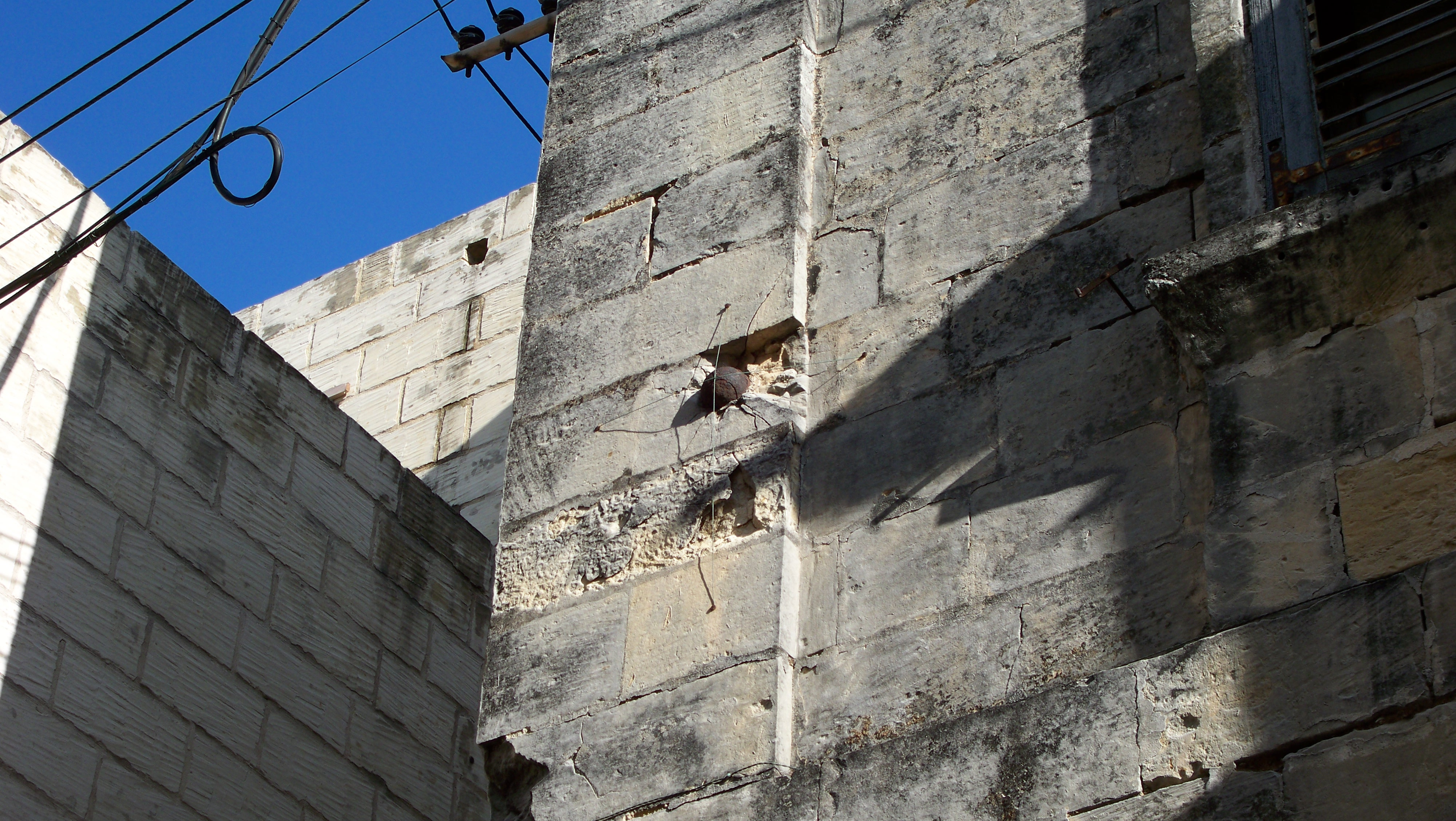
Пушечные ядра в стенах старых зданий в центре города

Местное население не желало смириться с французской оккупацией во время наполеоновских войн и оказало вооруженное сопротивление французам. Одна из крупнейших битв проходила непосредственно перед городской церковью. В старом городе до сих пор можно наткнуться на пушечные ядра, вгрузли в старые стены домов. Некоторые ядра, что их вытащили из стен церкви, выставлены в местном музее.
Во время британского господства вокруг города было построено несколько оборонительных сооружений: Форт Сан Рокко, Форт Сан Леонардо, Батарея Делле Грацие, Батарея Зонкор и др.
14 октября 1975 года над городом взорвался военный самолёт Avro Vulcan 9-го эскадрона RAF «Wadington». Много обломков упали на местную школу и центральную улицу города Sanctuary Street и благодаря счастливому стечению обстоятельств в школе не было детей, которые ушли домой на обеденный перерыв. Всего в результате авиакатастрофы и пожаров в городе погиб один человек, поражена оборванным кабелем. Обломки самолёта выставлено теперь в местном музее.

## Культура
Город считается очень набожным, особо почитается Богородица, которой посвящена церковь Our Lady of Grace. В церковном музее можно осмотреть много произведений живописи и других произведений искусства, которые имеют преимущественно вотивный характер («Ex-Votos»). В произведениях живописи можно увидеть изображения кораблей эпохи мальтийских рыцарей.
Заббар также известен своим городским праздником, который проходит 8 сентября, в рамках которого проводятся велосипедные и мотоциклетные гонки, поскольку Богородица Our Lady of Graces считается в городе заступницей водителей двухколесного транспорта.

## Достопримечательности
Возле города находится башня Трик-иль-Висга, построенная в 1659 году.

## Спорт
Важнейший футбольный клуб Заббара — St. Patrick’s FC.